# Ciemniewo ( condado de Ciechanów)

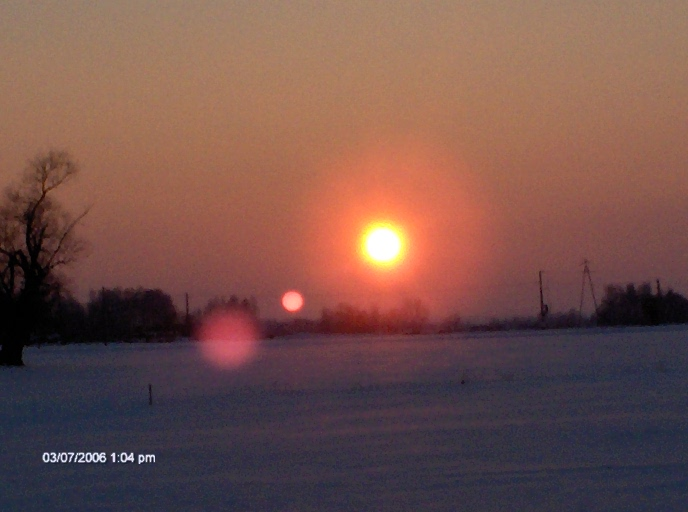
Atarcer en Ciemniewo.

Ciemniewo es un pueblo de Polonia, en Mazovia.  Se encuentra en el distrito (Gmina) de Sońsk, perteneciente al condado (Powiat) de Ciechanów. Se encuentra aproximadamente a 4 km al noreste de Sońsk, 12 km al sureste de Ciechanów, y a 67 km  al norte de Varsovia. Su población es de 247 habitantes.
Entre 1975 y 1998 perteneció al voivodato de Ciechanów.